# Ash Ketchum
Ash Ketchum (Japans: Satoshi) is een personage en de hoofdpersoon uit de Pokémon-anime. Hij woont in Pallet Town.
De Nederlandse stem van Ash wordt ingesproken door Christa Lips, de Engelse door Veronica Taylor en de Japanse door Rica Matsumoto. Zijn eerste verschijning was in aflevering 1: Pikachu, Ik kies jou!.
De naam Satoshi uit de Japanse serie komt van de bedenker van Pokémon, Satoshi Tajiri. De achternaam Ketchum uit de Engelse en Nederlandse serie is waarschijnlijk een variant op 'Catch em' in 'Gotta catch 'em all'! Ash is meestal de hoofdpersoon van de serie (of film).
Zijn doel is om Pokémonmeester te worden, wat hij doet door te reizen en nieuwe mensen te ontmoeten, met wie hij naar gym gaat om de gymleider voor een duel uit te dagen. Hij reist ook naar verschillende regio's, zoals: Kanto, Kalos en Alola. De serie bestaat sinds 1997.

## Biografie en verhaal
Aan het begin van de serie is Ash een shōnenheld. Hij is koppig en heeft enorm veel zelfvertrouwen, wat in het begin van de serie leidde tot arrogantie. Ash kan soms erg impulsief zijn, hij komt bijvoorbeeld in de eerste film terecht tussen de twee aanvallen van Mew en Mewtwo. Later in de serie is hij echter langzaam maar zeker veranderd van een arrogante en koppige trainer naar een heel lieve en zorgzame, maar toch stoere jongen.
Net als andere Pokémontrainers heeft Ash zes Pokémon bij zich, die in Pokéballen zitten, met uitzondering van zijn Pikachu, die meestal mee op zijn schouder reist. 
Zijn levenslange rivaal is Gary Oak (Japans: Shigeru, dit is afgeleid van Shigeru Miyamoto). Later heeft hij andere rivalen, namelijk Paul (in Sinnoh) en Trip (Unova). 
Net zoals de meeste shōnen is Ash op een groot avontuur: hij wil een pokémonmeester worden. Op zijn tiende gaat hij naar het lab van Professor Oak om zijn eerste pokémon te halen. Eigenlijk had hij voor squirtle willen kiezen, maar die was er niet meer omdat hij zich had verslapen en daardoor te laat kwam, waardoor Gary deze pokémon had gekozen. De twee andere starterpokémon Charmander en Bulbasaur waren helaas ook al gekozen door andere trainers. Daarom ging hij samen met Pikachu op reis. Pas als hij Pikachu redt van een groep spearrow begint Pikachu hem te accepteren en besluiten ze vrienden te worden. Hij ziet dan ook de legendarische pokémon Ho-Oh voor het eerst.
Nadat Pikachu tijdens de spearrow-aanval ziek werd, werd hij op zijn reis vergezeld door Misty, wier fiets hij per ongeluk kapotmaakt. Ook Brock reist met hem mee, nadat Ash hem weet te verslaan tijdens hun gymgevecht. Op zijn reis wordt hij al snel gevolgd door Team Rocket-leden Jessie, James en hun pratende meowth, die Pikachu willen stelen, met name vanwege zijn gigantische elektrische schok bij het Pokémon Centre. In het begin van zijn reis vangt Ash een Caterpie (die een Butterfree werd) en een Pidgeotto. Later kan Ash de drie starterpokémon vangen (Bulbasaur, Charmander en Squirtle) waarvan alleen Charmander zijn eindevolutie bereikte (Charizard).
Hij wilde in eerste instantie alle gymleiders in Kanto verslaan, zodat hij mee mocht doen aan de Pokémon League. Nadat Ash acht badges heeft gewonnen doet hij mee aan de Pokémon League. Hij kwam succesvol door de eerste vier voorrondes, maar werd in de vijfde ronde verslagen door zijn nieuwe vriend en rivaal Ritchie. Ondanks dit verlies bleef hij reizen, nieuwe vrienden ontmoeten en nieuwe pokémon vangen. Ash krijgt van professor Oak de opdracht om een speciale Pokébal, de GS Ball op te halen die hij wil onderzoeken. 
Hiervoor gaat Ash met Brock en Misty naar de Orange Islands. Nadat hij succesvol de GS Ball heeft gekregen van Professor Ivy, besluit hij door de Orange Islands te reizen om hier alle vier de gym-badges te verdienen en om mee te kunnen doen aan de Orange League. Brock besluit bij Professor Ivy te blijven, maar algauw krijgen ze een nieuwe reisgenoot genaamd Tracey Sketchit. Tijdens zijn reis door de Orange Islands besluit hij ook voor een mishandelde baby-lapras te zorgen die zijn moeder kwijt is. Ook vangt Ash zijn snorlax in de Orange Islands. Uiteindelijk lukt het hem om alle gymbadges te krijgen en Drake en diens Dragonite te verslaan in de Orange League. Snel daarna komen ze een groep Lapras tegen waar ook de moeder van Ash' lapras bij zit. Ash en Lapras nemen afscheid en Ash gaat met Misty en Tracey weer terug naar Kanto. Daar blijkt dat Brock ook terug is, omdat hij toch werd afgewezen door Professor Ivy. Ze besluiten door te reizen naar Johto. Ash komt ook Gary weer tegen, die naar Johto reist en daagt hem uit tot een Pokémongevecht waarbij Ash verliest. Dit inspireert Ash om naar Johto te reizen om aan de Johto League deel te nemen en om Gary te verslaan.
In de serie Pokémon: The Johto Journeys wordt hij minder arrogant en impulsief. Hij leert dankzij Misty's aanpak ook zijn slechte eigenschappen af. Aan het begin van de serie verschijnt ook de legendarische pokémon Suicune. Tijdens zijn reis door Johto leert hij onder andere meer over de legendarische pokémon Ho-Oh. Hij leert ook meer over de andere legendarische pokémon Lugia, wiens baby hij moet redden met zijn vriend Ritchie. Ook zijn rivaliteit met Gary vermindert, die later in de serie Ash ook vertelt dat hij beter wordt. Het lukt Ash om alle gymbadges te verzamelen. Tijdens zijn reis door Johto vangt hij onder anderen een Heracross en de drie starterpokémon van Johto (Totodile, Cyndaquil en Chikorita). Wanneer Ash uiteindelijk aan de Johto League meedoet, wil hij Gary eindelijk eens verslaan en met veel moeite lukt dit hem. Gary bedankt hem voor het gevecht en geeft hem de andere helft van een oude pokéball, die symbool stond voor hun rivaliteit. Nadat Ash in de Johto League wordt uitgeschakeld door Harrison besluit hij om naar Hoenn te reizen en neemt hij afscheid van Misty en Brock. Hij laat al zijn pokémon achter bij professor Oak, met uitzondering van Pikachu.
In Pokémon: Advanced Generation reizen Ash en Pikachu door een nieuwe regio, Hoenn. Hier ontmoeten ze een meisje genaamd May, en haar broertje Max. Op hun pad komen ze ook Brock tegen, die opnieuw met hen meegaat. Ook komen ze tegenover Team Aqua en Team Magma te staan, twee duistere organisaties. Ash neemt deel aan de Hoenn League. Nadat Ash een wedstrijd in de Hoenn League verliest, keert hij terug naar Kanto om deel te nemen aan het Battle Frontier. 
Nadat Ash de Battle Frontier wint, ontmoet hij Gary weer, die terugkeerde uit de Sinnoh-regio, en houden ze een Pokémongevecht, waarbij Ash's Pikachu verliest van Gary's Electivire. Dit inspireert Ash om naar Sinnoh te reizen. Hier ontmoeten Ash en Brock een meisje genaamd Dawn. Ook ontmoet Ash een nieuwe rivaal tijdens zijn reizen, namelijk Paul. Tijdens zijn reis komt Ash ook zijn voormalige rivaal Gary Oak tegen, die nu pokémon-onderzoeker is. Nadat Ash acht badges heeft gewonnen, doet hij mee aan de Sinnoh League, waar hij zijn rivaal Paul verslaat. Hierna reist Ash naar Unova.

## Toernooien

### Hoofdtoernooien
- Indigo League – 8 badges – Top 16
- Orange League – 4 badges – Winnaar
- Johto League Silver Conference – 8 badges – Top 8
- Hoenn League – 8 badges – Top 8
- Battle Frontier – 7 symbolen – Winnaar, hij kon Frontier Brain worden maar hij heeft dat afgewezen
- Sinnoh League – 8 badges – Top 4
- Unova League – 8 badges – Top 8
- Kalos League –  8 badges – Top 2
- Alola League – Winnaar

### Gewonnen kleine toernooien
- P-1 Grand Prix, hij gebruikte Primeape om te vechten in het toernooi.
- Pokemon Race in Kanto, hij reed op een Ponyta die later in een Rapidash evolueerde.
- Bug Catching Tournament, hij ving een Beedrill en kreeg een Sun Stone.
- Sumo Wrestling Contest, hij gebruikte Snorlax en kreeg voor een jaar lang eten en een Kings Rock.
- Hearthome City Tag Battle Competition, met Paul
- PokéRinger Contest (Hoenn), met Taillow die later in een Swellow evolueerde.
- PokéRinger Contest (Sinnoh), met Staravia die later in een Staraptor evolueerde.
- New Town Festival Tournament, hij gebruikte Grotle en won de beker. Verloor wel van Palmer.
- Fluitcup, met Mr. Mime en Pikachu

### Verloren kleine toernooien
- Pokémon Orienteering Contest
- Whirl Cup – Top 16
- Wallace Cup – Top 8
- Nimbasa Town Pokémon Club Gevecht – Verliezend Finalist

## Prijzen

### Badges
- Global Aura badge*
- Kanto Regio: Boulder Badge, Cascade Badge, Thunder Badge, Rainbow Badge, Marsh Badge, Soul Badge, Volcano Badge en Earth Badge.
- Orange Islands : Coral Eye Badge, Sea Ruby Badge, Spike Shell Badge en Jade Star Badge.
- Johto Regio: Zephyr Badge, Hive Badge, Plain Badge, Fog Badge, Storm Badge, Mineral Badge, Glacier Badge en Rising Badge.
- Hoenn Regio: Stone Badge, Knuckle Badge, Dynamo Badge, Heat Badge, Balance Badge, Feather Badge, Mind Badge en Rain Badge
- Sinnoh Regio: Coal Badge, Forest badge, Cobble Badge, Fen Badge, Relic Badge, Mine Badge, Icicle Badge en Beacon Badge.
- Unova Regio: Trio Badge, Basic Badge, Insect Badge, Bolt Badge, Quake Badge, Jet Badge, Freeze Badge en Toxic Badge.

### Symbolen
Kanto Battle Frontier: Knowledge Symbol, Guts Symbol, Tactics Symbol, Luck Symbol, Spirit Symbol, Ability Symbol, Brave Symbol

### Bekers
- Kanto Regio – Indigo League – beker voor het meedoen aan de Pokémon League
- Orange Islands – Orange League Cup (en een plek in de Hall of Fame)
- Alola – Alola League – beker voor het winnen van de league.

### Lintjes
Kanto Battle Frontier – Pokemon Contest, half lintje (andere helft heeft May)